# Lasiopogon shermani
Lasiopogon shermani är en tvåvingeart som beskrevs av Cole och Wilcox 1938. Lasiopogon shermani ingår i släktet Lasiopogon och familjen rovflugor. Inga underarter finns listade i Catalogue of Life.